# Willkommia
Willkommia es un género de plantas herbáceas perteneciente a la familia de las poáceas. Es originario del sur de África y de los Estados Unidos. Comprende 11 especies descritas y de estas, solo 4 aceptadas.

## Taxonomía
El género fue descrito por Hack. ex Schinz y publicado en Verhandlungen des Botanischen Vereins für die Provinz Brandenburg und die Angrenzenden Länder 30: 145. 1888. La especie tipo es: Willkommia sarmentosa Hack. 
Etimología
El nombre del género fue otorgado en honor de Heinrich Moritz Willkomm.

## Especies
- Willkommia annua Hack.
- Willkommia newtonii Hack.
- Willkommia sarmentosa Hack.
- Willkommia texana Hitchc.